# Myrcia borhidii
Myrcia borhidii är en myrtenväxtart som beskrevs av O.Muniz. Myrcia borhidii ingår i släktet Myrcia och familjen myrtenväxter.
Artens utbredningsområde är Kuba. Inga underarter finns listade i Catalogue of Life.